# Imed Saihi
Imed Saihi est un footballeur algérien né le 11 août 2000 à Mostaganem. Il évolue au poste de milieu offensive au RC Kouba.